# Morti nel 1389
| Questa pagina contiene informazioni ricavate automaticamente dalle voci biografiche con l'ausilio del template Bio e di un bot. L'aggiornamento è periodico e automatico e ricostruisce completamente la pagina. Se manca una persona in questa lista, sei pregato di non aggiungerla, ma accertati piuttosto che la sua voce biografica contenga il template Bio e che i dati anagrafici siano correttamente compilati. Se il template Bio manca, inseriscilo tu stesso o, in alternativa, metti l'avviso {{tmp\|Bio}} che ne segnala la mancanza. Se i dati riportati sono sbagliati, correggi direttamente la voce biografica; le modifiche saranno visibili in questa lista entro pochi giorni. Per chiarimenti vedi il progetto biografie. La lista contiene solo le 31 persone che sono citate nell'enciclopedia e per le quali è stato implementato correttamente il template Bio. Pagina aggiornata al 10 feb 2025. |

- 3 gennaio - Rodolfo Visconti, italiano (n. 1358)
- 18 gennaio - Luca Ridolfucci Gentili, cardinale e vescovo cattolico italiano
- 5 febbraio - Artale I Alagona, nobile, politico e militare italiano (n. 1320)
- 14 febbraio - Gérard du Puy, cardinale francese
- 2 marzo - Guillaume de Lestrange, arcivescovo cattolico francese
- 30 aprile - Michele Berti da Calci, religioso italiano
- 19 maggio - Demetrio di Russia, principe russo (n. 1350)
- 10 giugno - Bonaventura Badoer da Peraga, teologo e cardinale italiano (n. 1332)
- 23 giugno - Pierre d'Orgemont, politico francese (n. 1315)
- 28 giugno - Lazar Hrebeljanović, condottiero e santo serbo (n. 1329)
- 28 giugno - Murad I, sultano ottomano (n. 1326)
- 28 giugno - Miloš Obilić, cavaliere serbo
- 28 giugno - Yakub Çelebi, principe ottomano (n. 1362)
- 23 luglio - Guglielmo di Capua, cardinale italiano
- 29 luglio - Niccolò Caracciolo Moschino, cardinale italiano
- 10 agosto - Pierre Amiehl de Brénac, cardinale e arcivescovo cattolico francese
- 25 agosto - Nicolò Zanasio, arcivescovo cattolico italiano
- 11 settembre - Pimen, religioso russo
- 15 ottobre - Papa Urbano VI, papa e arcivescovo cattolico italiano
- 31 dicembre - Elias Raymond, religioso francese
- Baha al-Din Naqshband Bukhari, mistico arabo (n. 1318)
- Filippo Carafa della Serra, cardinale italiano
- Conforto da Costozza, scrittore italiano
- Guido III da Polenta, nobile italiano
- Hayam Wuruk, sovrano indonesiano (n. 1334)
- Isabella de la Cerda, principessa (n. 1329)
- Luca di Tommè, pittore italiano
- Marco IV di Alessandria, arcivescovo ortodosso egiziano
- Giberto I Pio, condottiero italiano
- Kera Tamara di Bulgaria, principessa bulgara (n. 1340)
- Bonifacio Vitalini, giurista e presbitero italiano